# 宗資
宗資（?—?），字叔都，中国东汉官员。南阳郡安众县（今河南省邓州市东北）人，宗均之孙，族叔宗意，宗意孙宗俱。

## 生平
宗資家世代為漢朝將相名臣。宗資年轻时在京師，學习孟氏易、歐陽尚書。舉孝廉，拜为議郎，補任御史中丞。
延熹三年（160年），琅邪郡境內因琅邪賊勞丙與太山賊叔孫無忌作亂，許多地方皆受到了傷害，朝廷任命宗資為討寇中郎將，負責各郡聯合討伐賊寇。而趙彥獻上了「孤虛之法」，根據叔孫無忌等賊寇囤聚的位置，指出莒縣附近有「五陽之地」，說明要平定賊寇應該發動「五陽郡兵」，宗資將此計策上奏朝廷，最終成功平息徐州和兗州叛亂。
後轉任汝南郡太守，征召名士范滂為功曹，把郡中的政事委託給他。范滂在職期間，對吏治嚴加整頓，疾惡如仇，任用善士，海內聞名。
有子宗承。